# 旦弘昌
旦弘昌（だん ひろすけ、1922年10月7日 - 2006年1月1日）は、日本の大蔵官僚。関税局総務課長、大臣官房審議官（大臣官房担当）、国際金融局次長、関税局長、国際金融局長、日本銀行理事などを務めた。

## 来歴
満州営口市生まれ（父母は岡山県真庭郡勝山町出身）。第一高等学校から東京帝国大学法学部政治学科に入学するも1943年12月 臨時招集となる。1945年9月 海軍主計中尉。1946年3月 予備役。1947年12月 高等試験行政科。1948年9月 東京大学法学部政治学科を卒業し、大蔵省入省。管理局財務第一課配属。主に終戦処理費を扱っていた。1949年6月1日 理財局。1952年9月 横須賀税務署長。
1953年9月1日 主計局総務課長補佐心得。当時の上司は主計局長に森永貞一郎、主計局総務課長に佐藤一郎、主計官（総務課）に鈴木喜治であった。1954年4月 主計局総務課長補佐。1955年9月 主計局主計官補佐（外務係主査）。1956年8月 主計局主計官補佐（外務、通商産業係主査）。外務省、原子力の予算を担当していた。一万田大蔵大臣秘書官（事務担当）を経て、再び主計局総務課長補佐。1959年7月 主計局主計官補佐（運輸、国鉄係主査）。運輸、国鉄（新幹線）の予算を担当したが、肉体的に負担であったという。
1970年7月4日 関税局企画課長。1971年6月22日 関税局総務課長。1972年6月27日 大臣官房審議官（大臣官房担当）。1975年7月8日 国際金融局次長。1976年6月11日 関税局長兼税関研修所長。1977年6月10日 国際金融局長。1978年6月17日 退官。
1979年4月5日 日本銀行理事（〜1982年10月15日）。同年10月 三井銀総合研究所顧問。1987年9月 太陽神戸三井総合研究所顧問。
2006年1月1日午前 くも膜下出血のため、東京都文京区の病院で死去。

## 略歴
- 1948年9月：大蔵省入省。管理局財務第一課配属[4][3]。
- 1949年6月1日：理財局[3]。
- 1950年3月：大臣官房 兼 大臣官房財務官室。
- 1950年4月：大臣官房財務官室。
- 1950年6月：大臣官房。
- 1950年7月：米国出張（ガリオア留学）。
- 1951年7月：大臣官房財務官室。
- 1952年4月：管財局外国財産管理課。
- 1952年4月：管財局外国財産管理課長補佐。
- 1952年9月：横須賀税務署長。
- 1953年9月1日：主計局総務課長補佐心得。
- 1954年4月：主計局総務課長補佐。
- 1955年9月：主計局主計官補佐（外務係主査）。
- 1956年8月：主計局主計官補佐（外務、通商産業係主査）。
- 1957年7月：一万田大蔵大臣秘書官（事務担当）。
- 1958年6月：主計局総務課長補佐。
- 1959年7月：主計局主計官補佐（運輸、国鉄係主査）。
- 1959年7月：名古屋国税局間税部長。
- 1960年7月：主税局税制第二課長補佐。
- 1964年3月：主税局総務課長補佐。
- 1964年7月1日：経済企画庁総合計画局計画官（財政金融部門計画担当）。
- 1966年4月25日：大臣官房付。
- 1966年7月8日：外務省在英国大使館一等書記官。
- 1968年10月：外務省在英国大使館参事官。
- 1970年6月：大臣官房付。
- 1970年7月4日：関税局企画課長。
- 1971年6月22日：関税局総務課長。
- 1972年6月27日：大臣官房審議官（大臣官房担当）。
- 1975年7月8日：国際金融局次長。
- 1976年6月11日：関税局長 兼 税関研修所長。
- 1977年6月10日：国際金融局長。
- 1978年6月17日：退官。
- 1979年4月5日：日本銀行理事（〜1982年10月15日）。
- 1982年10月：三井銀総合研究所顧問。
- 1987年9月：太陽神戸三井総合研究所顧問。